# Galleria d’arte moderna Achille Forti
Die Galleria d’arte moderna Achille Forti ist ein Museum für moderne Kunst in Verona, in dem  überwiegend Werke zeitgenössischer, italienischer Künstler ausstellt sind.  Das Museum hieß bis zu seinem Umzug und der Neueröffnung 2014 in Anlehnung an den ehemaligen Standort im Palazzo Forti Galleria d’arte moderna Palazzo Forti.

## Geschichte

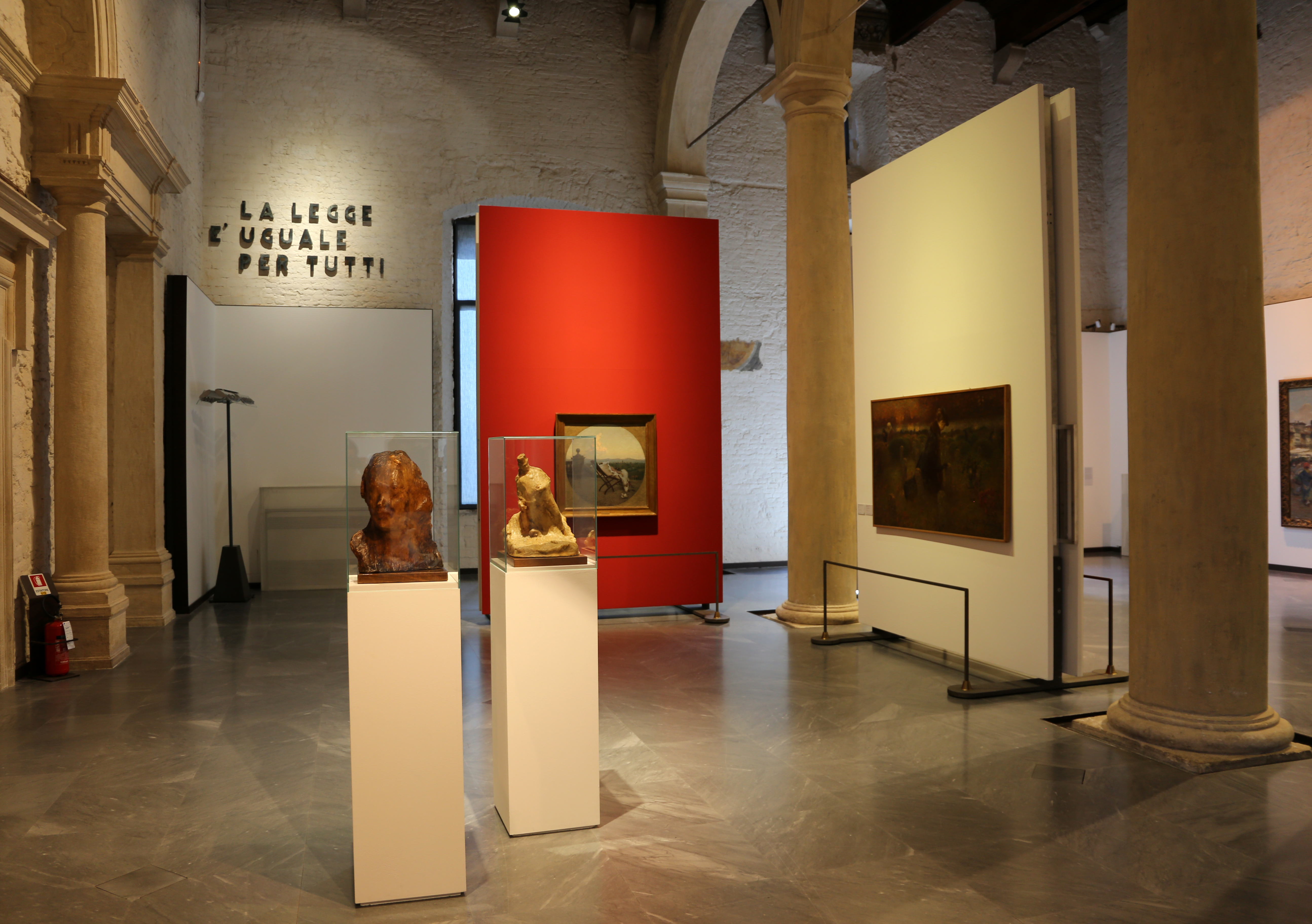
Interior

1937 hinterließ der gefeierte Botaniker Achille Forti und letzter der Forti-Linie den Gebäudekomplex des Palazzo Forti der Stadt Verona, damit es als Museum für moderne Kunst genutzt werden konnte. Aber erst 1982 entschied der Stadtrat die dauerhafte Einrichtung eines Museums für moderne Kunst, das bereits am 14. März desselben Jahres als Galleria d’Arte Moderna Palazzo Forti eingeweiht werden konnte. Seither hat die Galleria d’arte moderna viele wichtige Ausstellungen bedeutender Künstler sowie von nationalen wie internationalen Kunststilen präsentiert – von Domenico Gnoli bis Cintoli, von Giuseppe Capogrossi bis Enrico Baj, von Leoncillo bis Concetto Pozzati, von de Giorgio de Chirico bis Tancredi, von Antonio Rotta,  von Edgar Degas bis Renato Guttuso, von Astratta bis Scuola Romana, von den Impressionisten bis Amedeo Modigliani, von den Expressionisten wie Wassily Kandinsky und Paul Klee bis René Magritte, Pablo Picasso u. a. Es wurde zugleich eine Sammlung für die Dauerausstellung aufgebaut, die Werke von Fattori, Felice Casorati, Renato Birolli, Francesco Hayez, Pio Semeghini, Virgilio Guidi, Angelo Dall'Oca Bianca, Trentini usw. enthält.
2014 eröffnete das Museum unter neuem Namen im Palazzo della Ragione.

## Die Sammlungen der Galleria d’arte moderna
„GebrocheneGrenzen – die ständige Sammlung“ Ankäufe 2007–1997

(„confinInfranti - una collezione permanente“. Acquisizioni 2007–1997)
Die Galleria d’arte moderna präsentiert zahlreiche Arbeiten zeitgenössischer Kunst, einige davon zählen zu den wichtigsten Kunstwerken der Stadt, die durch Spenden, Leihgaben und Erwerbungen in den Besitz Veronas gelangten. Die Galerie organisiert viele Ausstellungen, die in sich auf den Sammlungsbestand beziehen oder die sich verschiedenen Kunstperioden widmen. Die Galerie leiht Kunstwerke der eigenen Sammlung auch an angesehene Museen in der ganzen Welt und verfolgt damit ihren Auftrag, das reiche künstlerische Erbe des Galerie zu fördern und zu erweitern.
Der Kern der Sammlung der Galerie für zeitgenössische Kunst sind Arbeiten von den 1970er Jahren bis heute. Er zeichnet sich durch die Vielfalt ausdrucksstarker künstlerischer Formen aus, die die Komplexität moderner Kunst abbilden.
Die Galerie für moderne Kunst setzt ihre Experimentierfreude beständig fort. Die Galerie verfügt auch über Kunstbibliothek, die den Besuchern offensteht. Darüber hinaus verfügt die Galerie über eine Kunstvermittlung, die in Bildungsangeboten Kindern, Jugendlichen und Erwachsenen den Sammlungsbestand näher bringt.